# Hyperphyscia isidiata
Hyperphyscia isidiata är en lavart som beskrevs av Moberg. Hyperphyscia isidiata ingår i släktet Hyperphyscia och familjen Physciaceae.   Inga underarter finns listade i Catalogue of Life.